# Mabel's Latest Prank
Mabel's Latest Prank er en amerikansk stumfilm fra 1914 af Mack Sennett.

## Medvirkende
- Mabel Normand
- Mack Sennett
- Hank Mann
- Slim Summerville